# Friedrich Mieth
Friedrich Mieth (født 4. juni 1888 i Eberswalde, død 29. august 1944 nær Vutcani, Rumænien) var en tysk officer, der var infanterigeneral under Anden Verdenskrig.

## Liv
Mieth sluttede sig til den preussiske hær den 26. marts 1906 som flagkadet i jægerbataljon nr. 2. Han blev løjtnant den 16. august 1907, og hans kommission var dateret den 14. februar 1906.  Han deltog i Første Verdenskrig på Vestfronten, i Rumænien og i den tyrkiske hær. Han klarede sig godt og blev kompagnichef. Han blev såret mindst én gang. Han blev senere indsat som stabsofficer. 
I 1919 blev han optaget i Reichswehr. Han blev udnævnt til generalstaben og arbejdede i forsvarsministeriet. Han blev forfremmet til major i 1928 og til oberstløjtnant den 1. marts 1933. Som forfremmet til oberst 1. marts 1935 overtog han ledelsen af det 27. infanteriregiment i Rostock den 6. oktober 1936. Han blev forfremmet til generalmajor den 1. april 1938 og blev generalstabschef i 7. Armékorps.
I begyndelsen af Anden Verdenskrig i september 1939 blev han udnævnt til stabschef for 1. Armé (under Spøgelseskrigen). I februar 1940 tjente han som første kvartermester i hærens generalstab og var involveret i planlægningen af det vestlige felttog Efter det franske felttog blev han den 25. juni 1940 udnævnt til koordinator for våbenstilstandskommissionen i Compiegne.
Den 1. marts 1940 blev han forfremmet til generalløjtnant . Han søgte en stilling som kommandør og overtog kommandoen over 112. Infanteridivision den 10. december 1940. Fra juli 1941 deltog han i 2. Armé under Operation Barbarossa mod Sovjetunionen . Delingen deltog i slaget ved Kiev og rykkede ind i området syd for byen Tula i oktober 1941. Under slaget ved Moskva og det efterfølgende tilbagetog rapporterede den 112. Infanteridivision store tab. Divisionen blev derefter indsat i en del af fronten uden større kampe. 
Som følge af omkransningen af den 6. Armé i Stalingrad, blev Mieth udnævnt til chef for det bagerste hærområde og leder af sikkerhedstropperne i hærgruppe Don af feltmarskal Erich von Manstein den 24. november 1942. I stedet for at sikre det bagerste hærområde, måtte han kæmpe mod angreb på sovjetiske tropper med sine sikkerhedsenheder og i al hast samlede alarmenheder. Nytårsdag 1943 havde han kommandoen over den 336. Infanteridivision, rester af 7. feltdivision i Luftwaffe og fire alarmenheder med en omtrentlig regimentsstyrke på det tidspunkt. Som et resultat befalede han konstant skiftende enheder.
Den 20. april 1943 blev han forfremmet til general for infanteri. "Mieth"-korpset blev dannet den 20. juli 1943 i 4. Armé som en omdøbning af den egentlige 4. Armé, der efter slaget ved Stalingrad ophørte med at eksistere. Mieth var nu kommanderende general. I foråret 1944 kæmpede hans korps i 6. Armé med hærgruppe Sydukraine og måtte kæmpe sig tilbage til Rumænien.
Mieth døde om morgenen den 29. august, da de tilbageværende i 79. Infanteridivision, efterfulgt af andre enheder og efterladte, krydsede Bârlad-floden nær byen Vutcani under fjendens artilleri- og morterild og angreb en sovjetisk position, der blokerede vejen for de flygtende tropper. Mieth selv befandt sig i nærkamp med pionererne. På grund af modstridende rapporter er det uklart, om han blev dræbt af en sovjetisk kugle eller døde af et hjerteanfald. Ifølge andre kilder døde han af et hjerteanfald den 2. september.

## Priser
- Jernkors (1914) 2. og 1. klasse
- Jernkors 2. og 1. klasses lås
- Tyske Kors i guld den 26. december 1941
- Jernkorsets Ridderkors med egeblade [5]
  - Ridderkorset den 2. november 1943
  - Egeblade den 1. marts 1944 (409. pris)

Mieth blev nævnt i Wehrmacht-rapporten den 18. februar 1944 og den 8. juni 1944. 